# Stolidoptera tachasara
Stolidoptera tachasara là một loài bướm đêm thuộc họ Sphingidae.

## Phân phát
Nó được tìm thấy ở México và Trung Mỹ (bao gồm Guatemala, Panama và Costa Rica) phía nam vào tới miền bắc Nam Mỹ tới Venezuela và now as far phía nam as Bolivia.

## miêu tả
Sải cánh dài 79–92 mm. 
Con trưởng thành bay nearly quanh năm (ngoài trừ tháng 3 và tháng 12) ở Costa Rica.

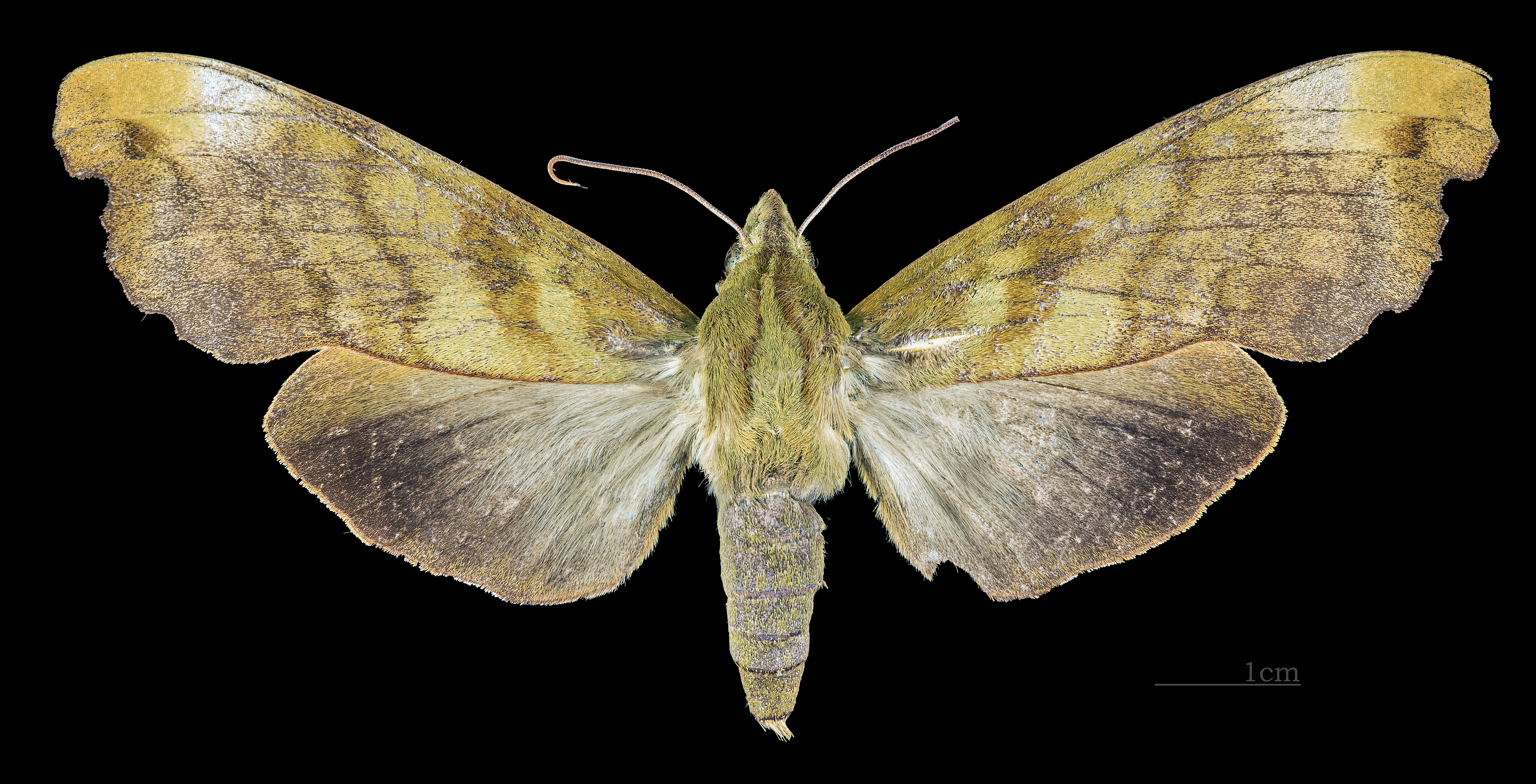
♀
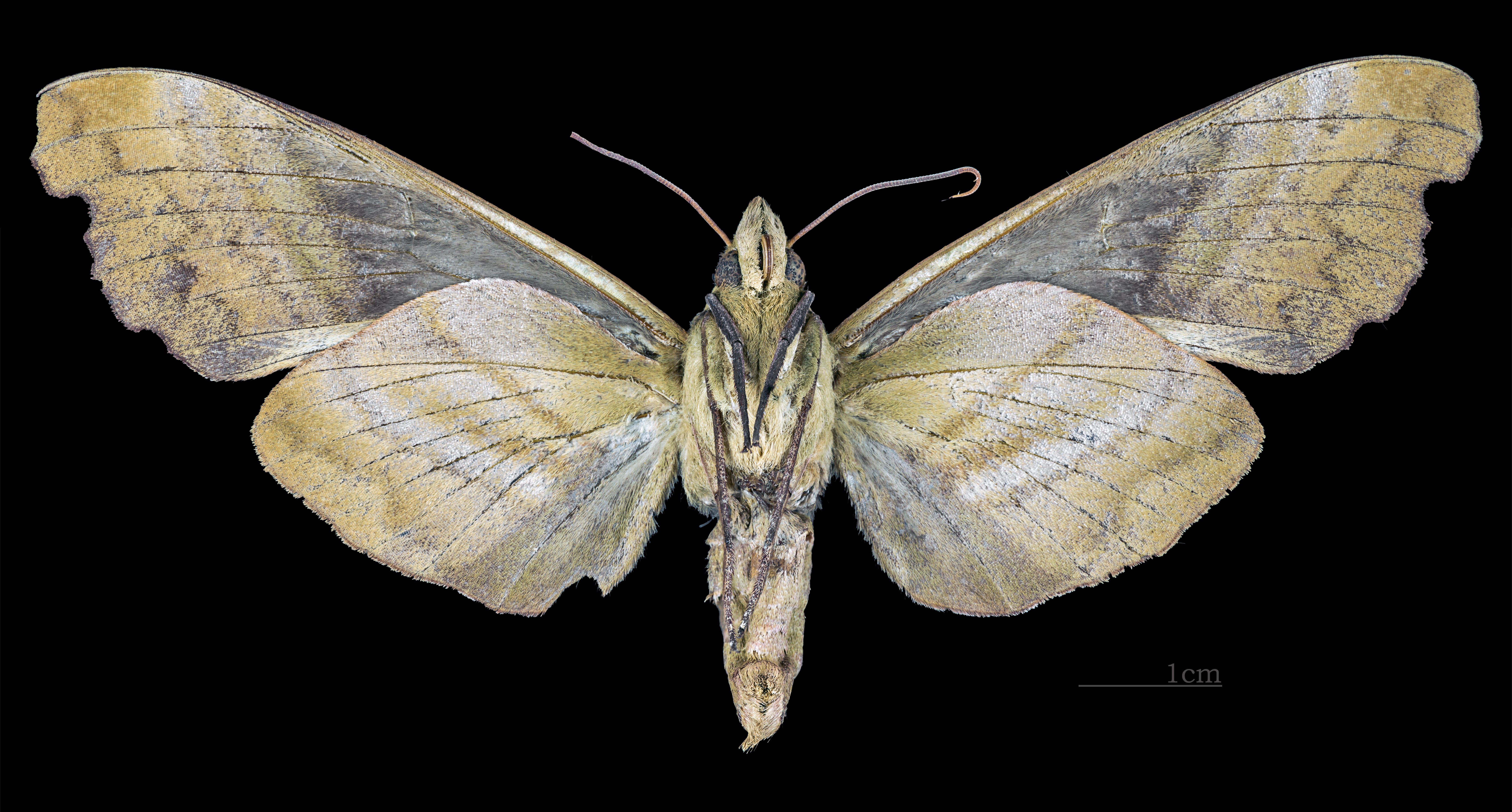
♀ △

## sinh học
Ấu trùng ăn Thalia geniculata và Prunus annularis.